# Neuilly-Poissy
Pour plus de détails, voir Fiche technique et Distribution.
Neuilly-Poissy est un film français réalisé par Grégory Boutboul et sorti en 2024.

## Synopsis
Daniel est un entrepreneur prospère et un orateur doué qui jongle entre son entreprise en plein essor et sa vie familiale équilibrée. Cependant, à la suite d'une irrégularité financière, il est contraint de passer de son appartement luxueux à Neuilly à une petite cellule de 9 m2 dans la prison de Poissy. Passant du costume-cravate au survêtement, Daniel se retrouve dans un monde dont il ne comprend pas les règles. Mais grâce à son sens de l’humour et son talent pour se débrouiller, Daniel va tenter de s’adapter à sa nouvelle vie.

## Fiche technique
Sauf indication contraire, les informations mentionnées dans cette section peuvent être confirmées par les bases de données cinématographiques IMDb et Allociné,  présentes dans la section « Liens externes ».
- Titre original : Neuilly-Poissy
- Réalisation : Grégory Boutboul
- Scénario : Walid Afkir, John Eledjam et Grégory Boutboul
- Décors : N/A
- Costumes : N/A
- Photographie : N/A
- Musique : Maxime Desprez et Michaël Tordjman
- Montage : Stéphanie Gaurier
- Production : Constantin Briest
  - Production exécutive : N/A
- Sociétés de production : Latika ; coproduit par C8Films
- Société de distribution : Paradis Films
- Budget : N/A
- Langue originale : français
- Format : couleur
- Durée : 93 minutes
- Genre : comédie
- Pays d'origine :  France
- Date de sortie : 
  - France : 19 janvier 2024 (festival de l'Alpe d'Huez) ; 8 mai 2024 (sortie nationale)

## Distribution
- Max Boublil : Daniel
- Mélanie Bernier : Lisa
- Claudia Tagbo : "Chico"
- Éric Delcourt : Patrick
- Steve Tientcheu : Doums
- Malik Aamraoui : Sami
- Julian Naceri : Nono
- Ludovic Berthillot : Jean-Luc
- Gérard Jugnot : Simon
- Gérard Darmon : le juge
- Anne Charrier : la psy
- Clotilde Courau : la directrice de la prison
- Bruce Dombolo : Omar
- Anouar Toubali : Rayan, le détenu nain
- Anne Bouvier : Tania
- Manoëlle Gaillard : Martine
- Adrien Jolivet : Kévin
- Éric de Montalier : Latuyère
- Matthieu Boujenah : Carlos

## Production

### Tournage
Le tournage du film a notamment eu lieu dans l'ancienne maison d'arrêt de Compiègne.

## Distinctions

### Sélections
- Festival international du film de comédie de l'Alpe d'Huez 2024 : sélection officielle
- San Diego French Film Festival 2025: selection officielle[4]